# Complexo Hidrelétrico de Paulo Afonso
O Complexo Hidrelétrico de Paulo Afonso é um conjunto de usinas, localizado na cidade de Paulo Afonso, formado pelas usinas de Paulo Afonso I, II, III, IV e Apolônio Sales (Moxotó), que produz 4 279,6 megawatts de energia, gerada a partir da força das águas da Cachoeira de Paulo Afonso, um desnível natural de 80 metros do Rio São Francisco. Sendo assim, o Complexo de usinas de Paulo Afonso tem a terceira maior capacidade instalada dentre as usinas do Brasil, perdendo apenas para Belo Monte (11 233 MW) e Tucuruí (8 000 MW), já que Itaipu com 14 000 MW é binacional (Brasil/Paraguai).

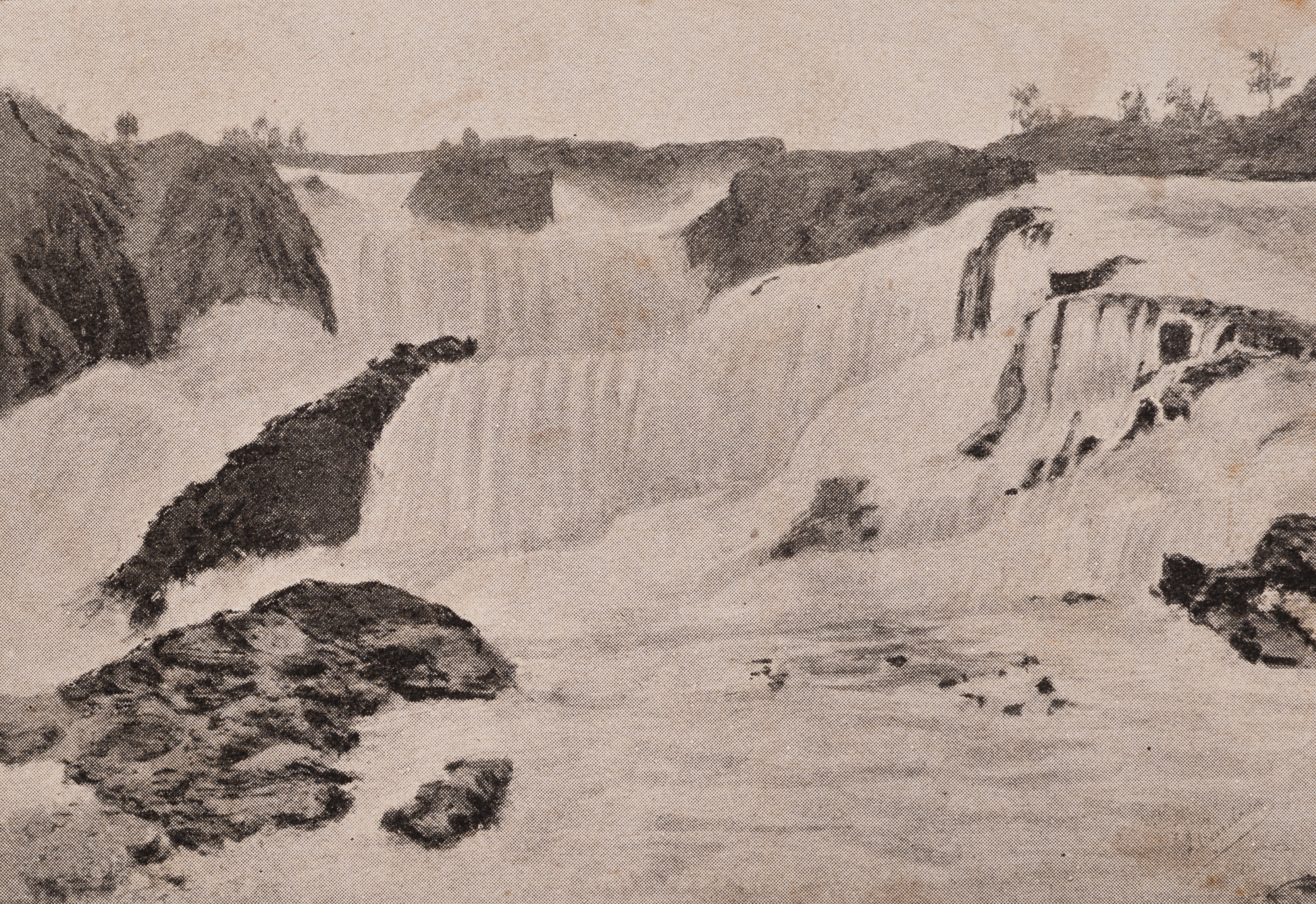
Cataratas de Paulo Affonso no rio São Francisco, data anterior a construção do Complexo Hidrelétrico de Paulo Afonso.

A construção do Complexo Hidrelétrico de Paulo Afonso no início da década de 1950 foi um marco para a engenharia brasileira, visto que foi necessário controlar e reverter o fluxo do Rio São Francisco, numa obra de engenharia sem tamanho para aquela época, para então iniciar-se o processo de construção da barragem da primeira usina (Paulo Afonso I), depois inaugurada pelo presidente Café Filho em 15 de janeiro de 1955.